# Gislövs läge

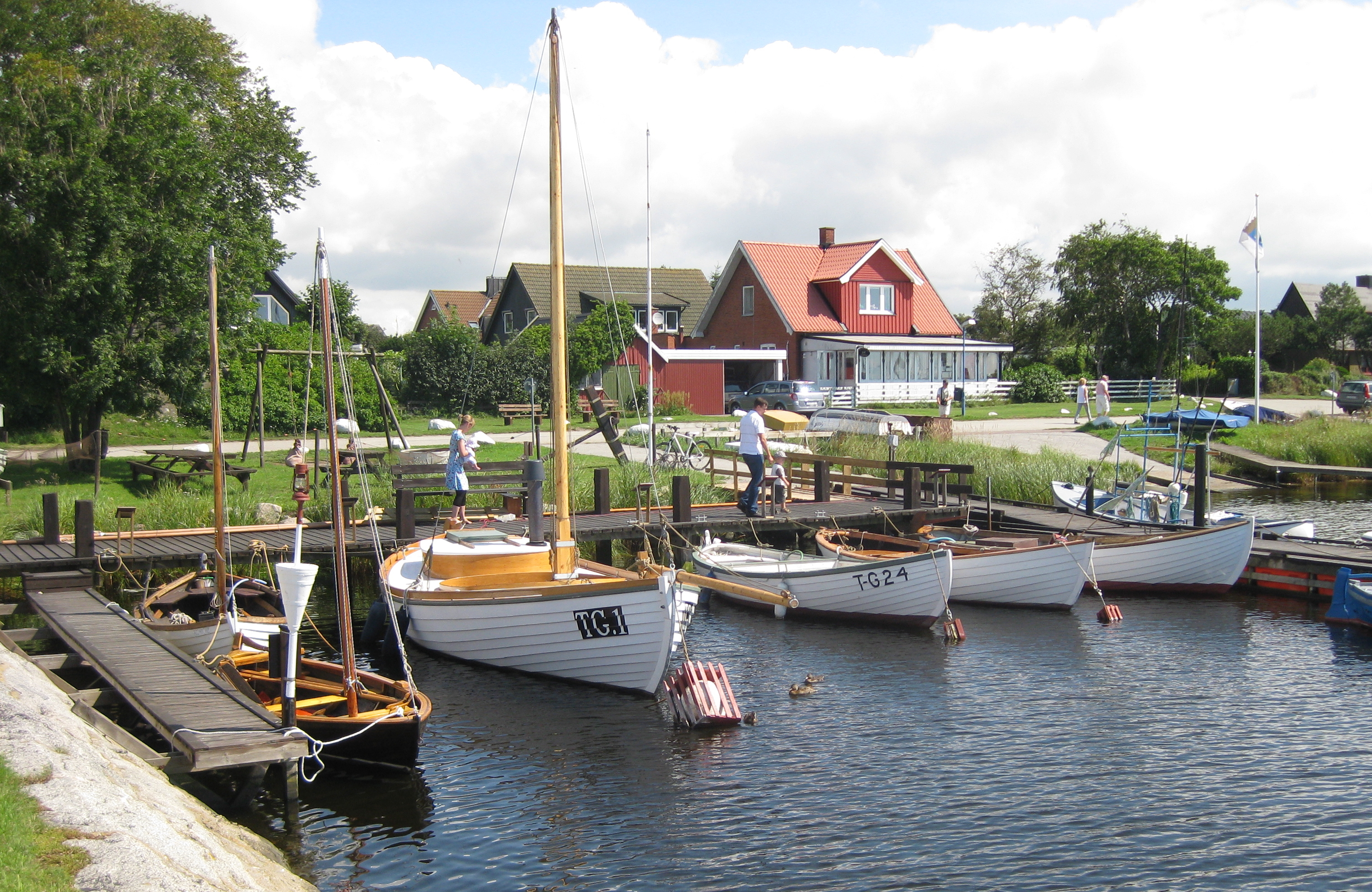
Veteranbåtsbryggan i Gislövs läge

Gislövs läge är en del av tätorten Trelleborg i Gislövs socken i Trelleborgs kommun. Orten var tidigare en del av tätorten Gislövs läge och Simremarken som växte samman med Trelleborg 2010.  Gislövs läges bebyggelse består endast av villor.
Gislövs läge är ett av sydkustens gamla fiskelägen och har sydkustens största gästhamn, Gislövs hamn.

## Service

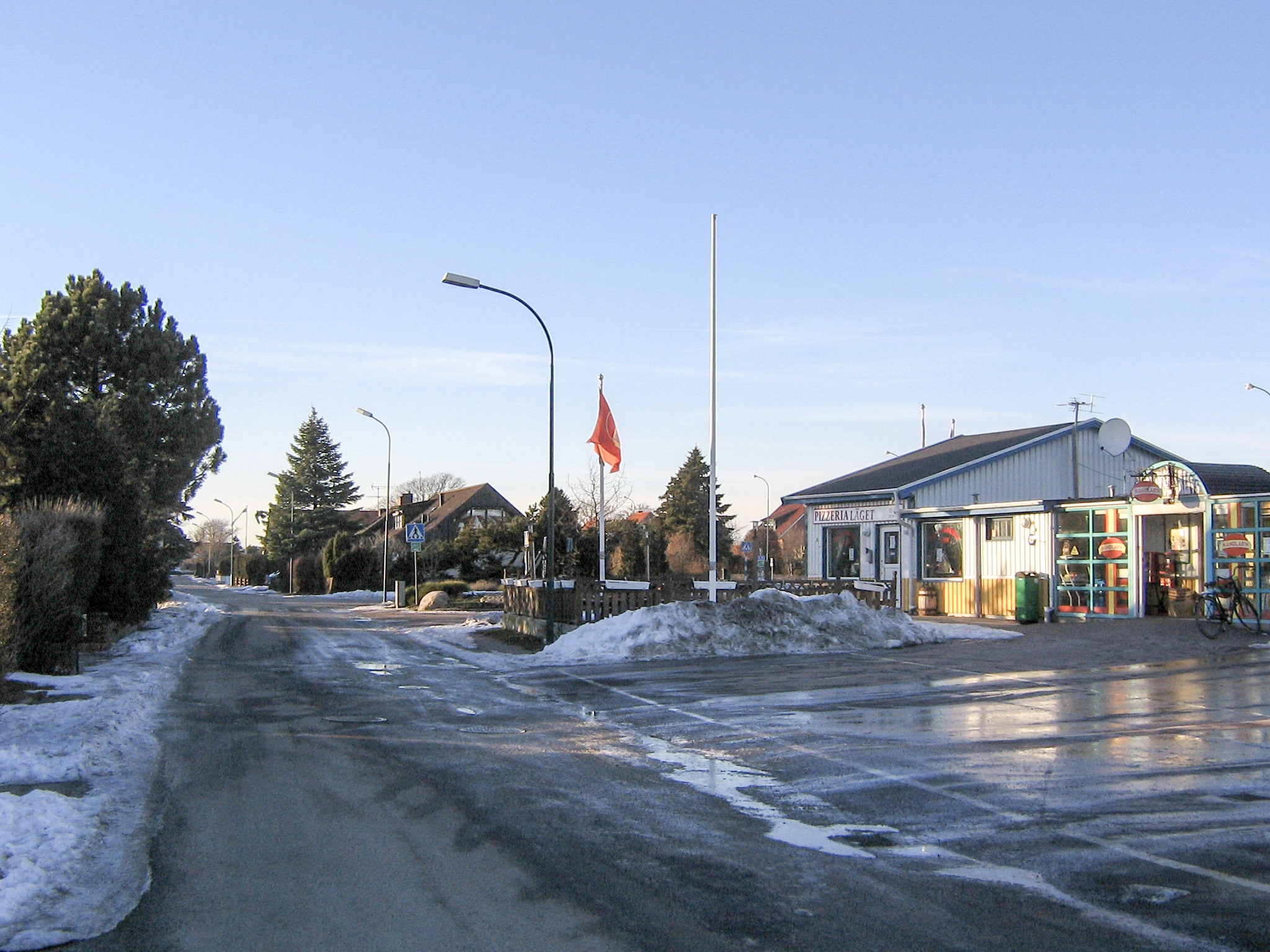
Livsmedelsbutiken och pizzerian, 2006

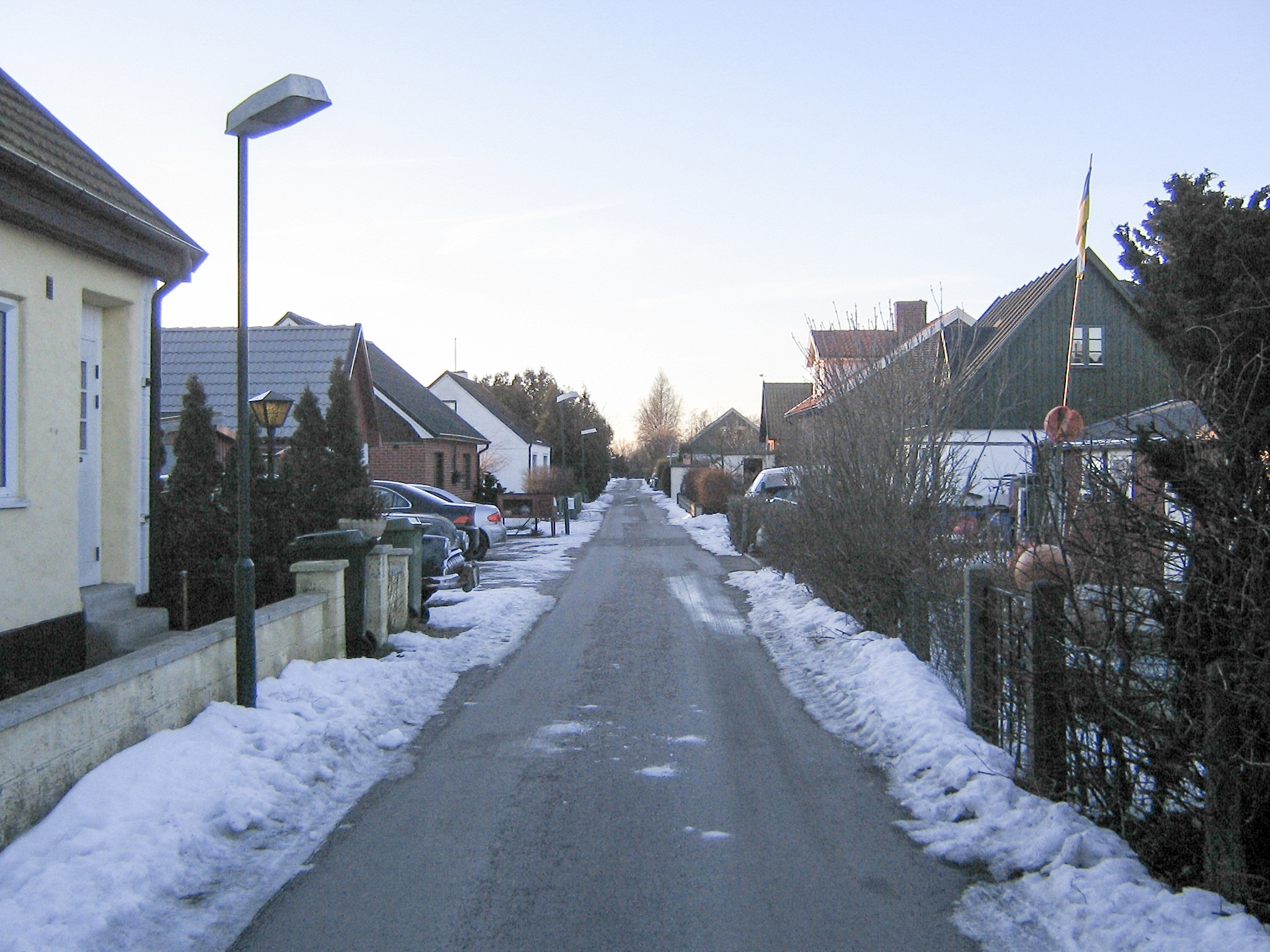
En bygata som genomkorsar Gislövs läge

Gislövs läge är beroende av närheten till servicen i Trelleborg. I den lilla orten fanns tidigare en livsmedelsbutik och i samma byggnad en pizzeria som dock fortfarande existerar.  I Gislövs läges hamn finns det en Bistro som är öppen under somrarna.  I byn finns även en grundskola som heter Serresjöskolan (F-6).

## Gislövs hamn
Gislövs hamn är Trelleborgs kommuns största småbåtshamn, med ett djup på 2,2 m. Hamnen har 265 båtplatser, boulebana, trailerramp, kran plus mastkran samt försäljning av diesel.
I hamnen håller Trelleborgs Båtsällskap, Trelleborgs Sjöscouter och Sirmiones Skeppslag till.

## Kommunikationer

### Vägar
Norr om orten löper riksväg 9 mellan Trelleborg och Ystad. 

### Busstrafik
I Gislövs läge finns ändhållplats för Linje 2 inom stadsbussarna i Trelleborgs kommun. Regionbuss 190 (Trelleborg-Skateholm) genomkorsar även orten.